# Bahnhof Milano Repubblica
Der Bahnhof Milano Repubblica ist ein wichtiger Knotenpunkt des Mailänder ÖPNV-Netzes und ein wichtiger Umsteigepunkt zwischen S-Bahn und U-Bahn. Das gesamte Bahnhofssystem ist unterirdisch gelegt.

## Geschichte
1981 begannen unter der Piazza della Repubblica die Bauarbeiten der beiden unterirdischen Schnellbahnstrecken, die U-Bahn-Linie M3 und die Stammstrecke der S-Bahn, der sogenannte „Passante“.
Die U-Bahn-Strecke wurde am 3. Mai 1990 eröffnet.
Der S-Bahnhof (betrieblich nur ein Haltepunkt) wurde nach einer langen und aufwendigen Bautätigkeit am 21. Dezember 1997 in Betrieb genommen.

## Bilder

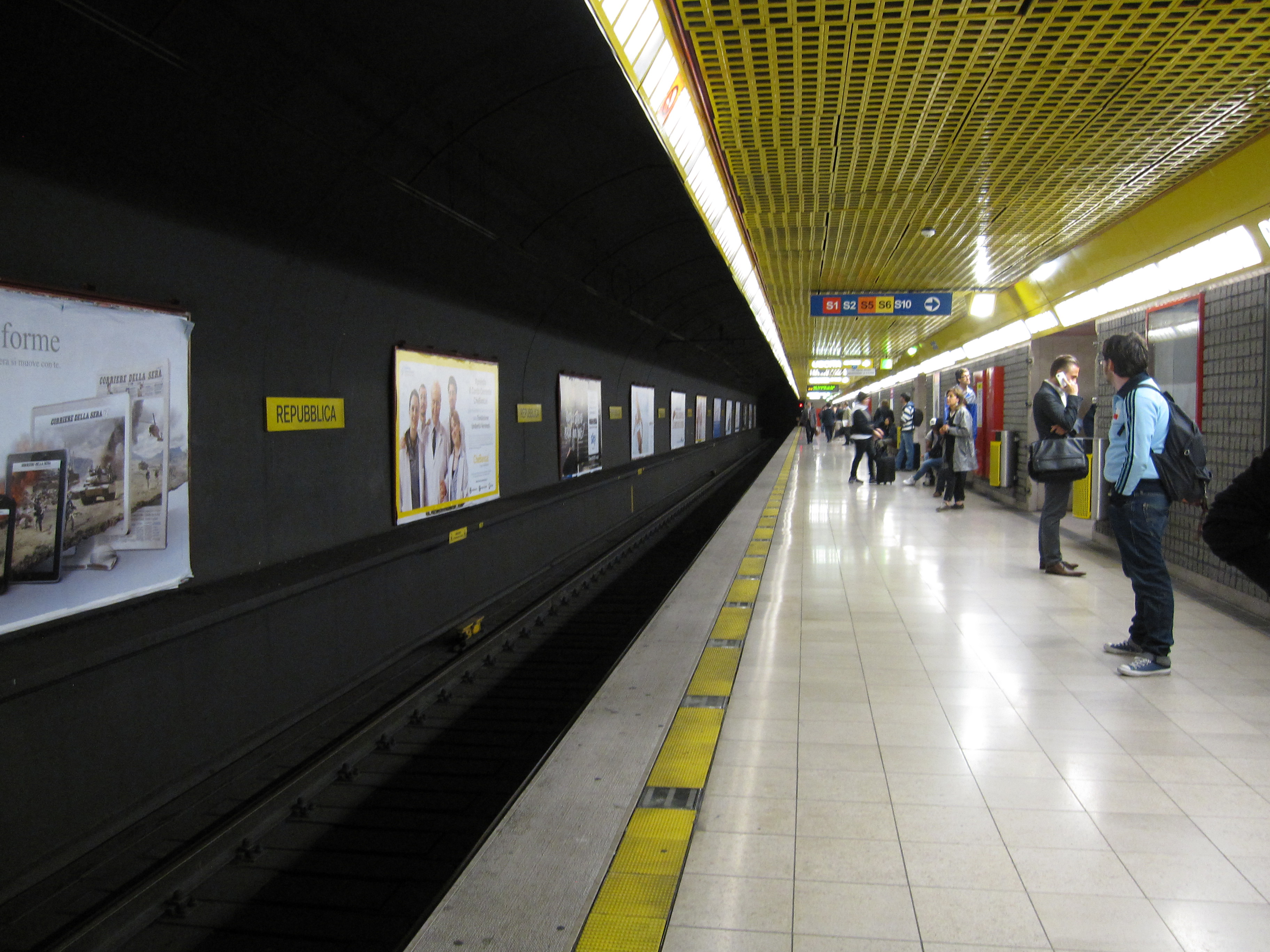
U-Bahn-Gleise

## Anbindung
Es besteht eine Umsteigemöglichkeit zu den Straßenbahnlinien 1, 9 und 33, sowie zur Buslinie 37.
| Linie | Verlauf |
| ----- | --- |
|       | Saronno – Saronno Sud – Caronno Pertusella – Cesate – Garbagnate Milanese – Garbagnate Parco delle Groane – Bollate Nord – Bollate Centro – Novate Milanese – Milano Nord Quarto Oggiaro – Milano Bovisa Politecnico – Milano Lancetti – Milano Porta Garibaldi – Milano Repubblica – Milano Porta Venezia – Milano Dateo – Milano Porta Vittoria – Milano Rogoredo – San Donato Milanese – Borgolombardo – San Giuliano Milanese – Melegnano – San Zenone al Lambro – Tavazzano – Lodi      |
|       | Mariano Comense – Cabiate – Meda – Seveso – Cesano Maderno – Bovisio Masciago-Mombello – Varedo – Palazzolo Milanese – Paderno Dugnano – Cormano-Cusano Milanino – Milano Bruzzano – Milano Affori – Milano Bovisa Politecnico – Milano Lancetti – Milano Porta Garibaldi – Milano Repubblica – Milano Porta Venezia – Milano Dateo – Milano Porta Vittoria – Milano Rogoredo |
|       | Varese – Gazzada-Schianno-Morazzone – Castronno – Albizzate-Solbiate Arno – Cavaria-Oggiona-Jerago – Gallarate – Busto Arsizio – Legnano – Canegrate – Vanzago-Pogliano – Rho – Rho Fiera – Milano Certosa – Milano Villapizzone – Milano Lancetti – Milano Porta Garibaldi – Milano Repubblica – Milano Porta Venezia – Milano Dateo – Milano Porta Vittoria – Milano Forlanini – Segrate – Pioltello-Limito – Vignate – Melzo – Pozzuolo Martesana – Trecella – Cassano d’Adda – Treviglio |
|       | Novara – Trecate – Magenta – Corbetta-Santo Stefano Ticino – Vittuone-Arluno – Pregnana Milanese – Rho – Rho Fiera – Milano Certosa – Milano Villapizzone – Milano Lancetti – Milano Porta Garibaldi – Milano Repubblica – Milano Porta Venezia – Milano Dateo – Milano Porta Vittoria – Milano Forlanini – Segrate – Pioltello-Limito – Vignate – Melzo – Pozzuolo Martesana – Trecella – Cassano d’Adda – Treviglio                                                                        |
|       | Milano Bovisa Politecnico – Milano Lancetti – Milano Porta Garibaldi – Milano Repubblica – Milano Porta Venezia – Milano Dateo – Milano Porta Vittoria – Milano Rogoredo – San Donato Milanese – Borgolombardo – San Giuliano Milanese – Melegnano |
|       | Milano Bovisa Politecnico – Milano Lancetti – Milano Porta Garibaldi – Milano Repubblica – Milano Porta Venezia – Milano Dateo – Milano Porta Vittoria – Milano Rogoredo – Locate Triulzi – Villamaggiore – Certosa di Pavia – Pavia |
|       | Comasina – Affori FN – Affori Centro – Dergano – Maciachini – Zara – Sondrio – Centrale FS – Repubblica – Turati – Montenapoleone – Duomo – Missori – Crocetta – Porta Romana – Lodi TIBB – Brenta – Corvetto – Porto di Mare – Rogoredo FS – San Donato |